# Nadia Styger
Nadia Styger (* 11. Dezember 1978 in Zug) ist eine ehemalige Schweizer Skirennfahrerin. Sie war sechsfache Schweizer Meisterin im Super-G und im Abfahrtslauf. Im Weltcup gewann sie vier Rennen.

## Biografie
Den ersten internationalen Erfolg ihrer Karriere feierte Styger 1997 bei den Juniorenweltmeisterschaften in Schladming, wo sie in der Abfahrt Dritte wurde. In den nächsten Jahren wurde ihre Karriere durch schwere Verletzungen mehrfach unterbrochen. Nachdem sie die gesamte Saison 1997/98 verletzungsbedingt keine Rennen hatte bestreiten können, musste sie auch im Winter 1999/2000 aufgrund einer Kreuzband- und Meniskusverletzung zwei Monate pausieren. Nach einer weiteren Knieverletzung im November 2000 beim Training in Lake Louise versäumte sie auch den Rest dieses Winters, und nach einem Kreuzbandriss beim Riesenslalom in Sölden im Oktober 2001 war auch die Saison 2001/02 für sie bereits früh zu Ende.
Im Februar 1999 startete Styger erstmals im Weltcup, eine Woche später liess sie mit Platz elf in der Weltcupabfahrt von St. Moritz aufhorchen. Nach ihren zahlreichen Verletzungen konnte sie sich schliesslich in der Saison 2003/04 in der Weltspitze etablieren; am 11. März 2004 feierte sie im Super-G von Sestriere ihren ersten Weltcupsieg. In den Saisons 2005/06 und 2009/10 erreichte sie den dritten Platz im Super-G-Weltcup.
Styger nahm viermal an Alpinen Skiweltmeisterschaften teil. 2003 wurde sie in St. Moritz 20. im Riesenslalom. Zwei Jahre später belegte sie bei den Weltmeisterschaften 2005 in Santa Caterina im Super-G den achten und in der Abfahrt den neunten Rang. Bei den Weltmeisterschaften 2007 in Åre wurde sie Vierte in der Abfahrt und Siebte im Super-G. Trotz einem Ausfall in ihrem Lauf gewann sie mit dem Schweizer Team die Bronzemedaille im abschliessenden Mannschaftswettbewerb. Bei den Weltmeisterschaften 2009 in Val-d’Isère startete sie nur in der Abfahrt, kam aber nicht ins Ziel.
Bei Olympischen Spielen erreichte sie 2006 in Turin den fünften Platz in der Abfahrt (zudem Platz 24 im Riesenslalom und Rang 35 im Super-G) und 2010 in Vancouver Platz sechs im Super-G und Rang zwölf in der Abfahrt. Mit ihrem Sieg bei der Olympia-Hauptprobe am 22. Februar 2008 in Whistler Mountain, wobei sie Lindsey Vonn um 0,01 s schlug, beendete sie auch eine beinahe sechs Jahre andauernde Sieglosigkeit der Schweizer Damen in einer Weltcup-Abfahrt (zuletzt hatte Corinne Rey-Bellet am 2. März 2002 in Lenzerheide gesiegt).
Am 19. November 2010 erlitt Styger beim Riesenslalomtraining in Nakiska einen offenen Unterschenkelbruch. Sie fiel für die gesamte Saison 2010/11 aus. Am 28. Juni 2011 erklärte sie ihren Rücktritt als Skirennfahrerin. Sie eröffnete in ihrem Wohnort Sattel (Kanton Schwyz) ein Fitness-Studio.

## Erfolge

### Olympische Spiele
- Turin 2006: 5. Abfahrt, 24. Riesenslalom, 35. Super-G
- Vancouver 2010: 6. Super-G, 12. Abfahrt

### Weltmeisterschaften
- St. Moritz 2003: 20. Riesenslalom
- Santa Caterina 2005: 8. Super-G, 9. Abfahrt
- Åre 2007: 3. Mannschaftswettbewerb, 4. Abfahrt, 7. Super-G

### Weltcupwertungen
- Saison 2003/04: 6. Super-G-Wertung, 8. Abfahrtswertung
- Saison 2005/06: 3. Super-G-Wertung
- Saison 2006/07: 6. Abfahrtswertung
- Saison 2007/08: 6. Abfahrtswertung
- Saison 2009/10: 3. Super-G-Weltcup

### Weltcupsiege
- 6 Podestplätze in Einzelrennen, davon 4 Siege:

| Datum            | Ort       | Land     | Disziplin |
| ---------------- | --------- | -------- | --------- |
| 11. März 2004    | Sestriere | Italien  | Super-G   |
| 9. Dezember 2005 | Aspen     | USA      | Super-G   |
| 3. März 2006 *   | Hafjell   | Norwegen | Super-G   |
| 22. Februar 2008 | Whistler  | Kanada   | Abfahrt   |

* zeitgleich mit Michaela Dorfmeister und Lindsey Kildow
- 1 Podestplatz bei Mannschaftswettbewerben

### Europacup
- Saison 1998/99: 4. Gesamtwertung, 4. Abfahrtswertung, 5. Super-G-Wertung
- 3 Podestplätze, davon 1 Sieg

### Juniorenweltmeisterschaften
- Voss 1995: 32. Abfahrt
- Hoch-Ybrig 1996: 15. Super-G, 19. Abfahrt
- Schladming 1997: 3. Abfahrt, 14. Super-G

### Weitere Erfolge
- Dreifache Schweizer Meisterin in der Abfahrt (2003, 2005, 2006)
- Dreifache Schweizer Meisterin im Super-G (1999, 2003, 2006)
- 13 Siege in FIS-Rennen (12 × Riesenslalom, 1 × Abfahrt)